# Тур де Франс (фільм)
«Тур де Франс» (фр. Tour de France) — французький фільм-драма 2016 року, поставлений режисером Рашидом Джайдані. Прем'єра стрічки відбулася 15 травня 2016 року на 69-му Каннському міжнародному кінофестивалі, де вона брала участь у програмі Двотижневика режисерів.

## Сюжет
Far'Hook, 20-річний молодий репер (Садек), після «зведення рахунків» вимушений покинути Париж і зачаїтися на деякий час. Його продюсер Біляль відправляє хлопця замість себе в тур по всіх портах Франції слідами художника Клода Жозефа Верне, у супроводі його батька-муляра Сержа (Жерар Депардьє). Подорож, У якій зіткнення поколінь і культур неминуче, незабаром перетвориться на справжню і міцну дружбу. Far'Hook і Серж пройдуть довгий шлях, який приведе їх у Марсель, на концерт.

## У ролях
| Жерар Депардьє     | ···· | Серж Демуля́  |
| Садек              | ···· | Far'Hook     |
| Луїз Грінбер       | ···· | Мод          |
| Ніколя Марету      | ···· | Біляль       |
| Мабо Куят          | ···· | Сфінкс       |
| Раунакі Шодрон     | ···· | Фатумата     |
| Ален Пронні        | ···· | Піотр        |
| Анн-Домінік Туссен | ···· | мати (голос) |

## Знімальна група
- Автор сценарію — Рашид Джайдані
- Режисер-постановник — Рашид Джайдані
- Продюсер — Анн-Домінік Туссен
- Оператор — Люк Пажес
- Монтаж — Неллі Кветьє

## Нагороди та номінації
| Список нагород та номінацій | Список нагород та номінацій | Список нагород та номінацій | Список нагород та номінацій | Список нагород та номінацій | Список нагород та номінацій |
| Кінопремія                  | Дата церемонії              | Категорія                   | Номінант(и)                 | Результат                   | Дж                          |
| --------------------------- | --------------------------- | --------------------------- | --------------------------- | --------------------------- | --------------------------- |
| Гамбурзький кінофестиваль   | 2016                        | Найкращий художній фільм    | Тур де Франс                | Номінація                   |                             |
| Премія «Люм'єр»             | 30 січня 2017               | Найкращий                   | Садек                       | Номінація                   | [ 4 ]                       |